# Verdienstmedaille des Landes Tirol
Die Verdienstmedaille des Landes Tirol ist eine Landesauszeichnung des Landes Tirol, welche für besondere gesellschaftliche Leistungen vergeben wird. Dabei handelt es sich um eine bronzevergoldete runde Medaille, welche auf der Vorderseite den Tiroler Adler und auf der Rückseite die Inschrift „Für Verdienste um das Land Tirol“ zeigt und am Rande von einem Lorbeerkranz umgeben ist. Sie kann an einem weiß-roten Dreiecksband, das durch ein mit Ähren und Weinlaub verziertes Zwischenstück mit der Medaille verbunden wird, auf der linken Brustseite getragen werden. Die Zahl der jährlich Ausgezeichneten ist auf 192 beschränkt.
Mit „Land Tirol“ sind Nord- und Südtirol gemeint. Die Auszeichnung wird am 15. August daher von den beiden Tiroler Landeshauptleuten gemeinsam verliehen.

## Bekannte Träger
- Edith Haller, österreichische Politikerin (FPÖ)
- Walter Schuster, Schirennläufer
- 1978 Heinz A. E. Mantl, Initiator des Museum Tiroler Bauernhöfe in Kramsach und ein Sammler von Tiroler Kulturgut
- 1999 Alex Moroder, Gründer des Radio Ladin Gherdëina (Erste ladinische Radiosendungen im Rai Sender Bozen)
- 2003 Romed Mungenast, österreichisch-jenischer Schriftsteller
- 2004 Hansi Hinterseer, Schirennläufer und Schlagersänger
- 2005 Andreas Maislinger, Gedenkdienst-Gründer, Politikwissenschaftler, Innsbruck
- 2006 Toni Profanter, Verbandsstabführer des Verbandes Südtiroler Musikkapellen, Villnöß
- 2009 Dieter Lukesch, Abgeordneter zum österreichischen Nationalrat
- 2013 Erna Appelt, österreichische Politikwissenschaftlerin und Frauen- und Geschlechterforscherin
- 2014 Franz Daxecker, Ophthalmologe und Wissenschaftshistoriker, Innsbruck